# Locomotion № 1
Locomotion № 1 (с англ. — «Движение, Передвижение», можно также перевести как Локомотив № 1; первоначально назывался Active — Активный) — один из первых паровозов, построенный Джорджем и Робертом Стефенсонами в 1825 году и провёзший первый поезд по открывшейся 27 сентября того же года железной дороге Стоктон-Дарлингтон — первой в мире общественной железной дороге. Само имя паровоза («Локомотив») стало нарицательным, а вскоре локомотивами стали называть все двигающиеся по рельсам тяговые транспортные средства.

## Конструкция
Locomotion имел ряд признаков современного паровоза. Вес под парами составлял 6,6 т. Подвеска колёс к раме — через листовые рессоры Н. Вуда. Горизонтально расположенный паровой котёл длиной 10 футов (3,04 м) и диаметром 4 фута (1,2 м) с прямой жаровой трубой диаметром 2 фута (609 мм) вырабатывал пар под давлением 1,75 кгс/см², который поступал в расположенные наверху два вертикальных цилиндра паровой машины. Диаметр цилиндров 10 дюймов (254 мм), ход поршня 2 фута (609 мм). Тяговые усилия от поршней через пару шатунов передавались на две движущие колёсные пары (осевая формула — 0-2-0). Помимо этого, движущие колёса были соединены между собой дышлами. Всё это делало Locomotion первым в мире паровозом, у которого тяговые усилия от паровой машины на колёса передавались непосредственно, а не через цепную или какую-либо подобную передачу. Также на нём впервые на паровозах было применено устройство для смены направления движения — реверс.
Расчётная мощность паровоза была 16 л. с., действительная — 8 л. с., практическая скорость — 13 км/ч, стоимость — £500 (£50 тыс. в ценах 2021 года).

## Судьба паровоза

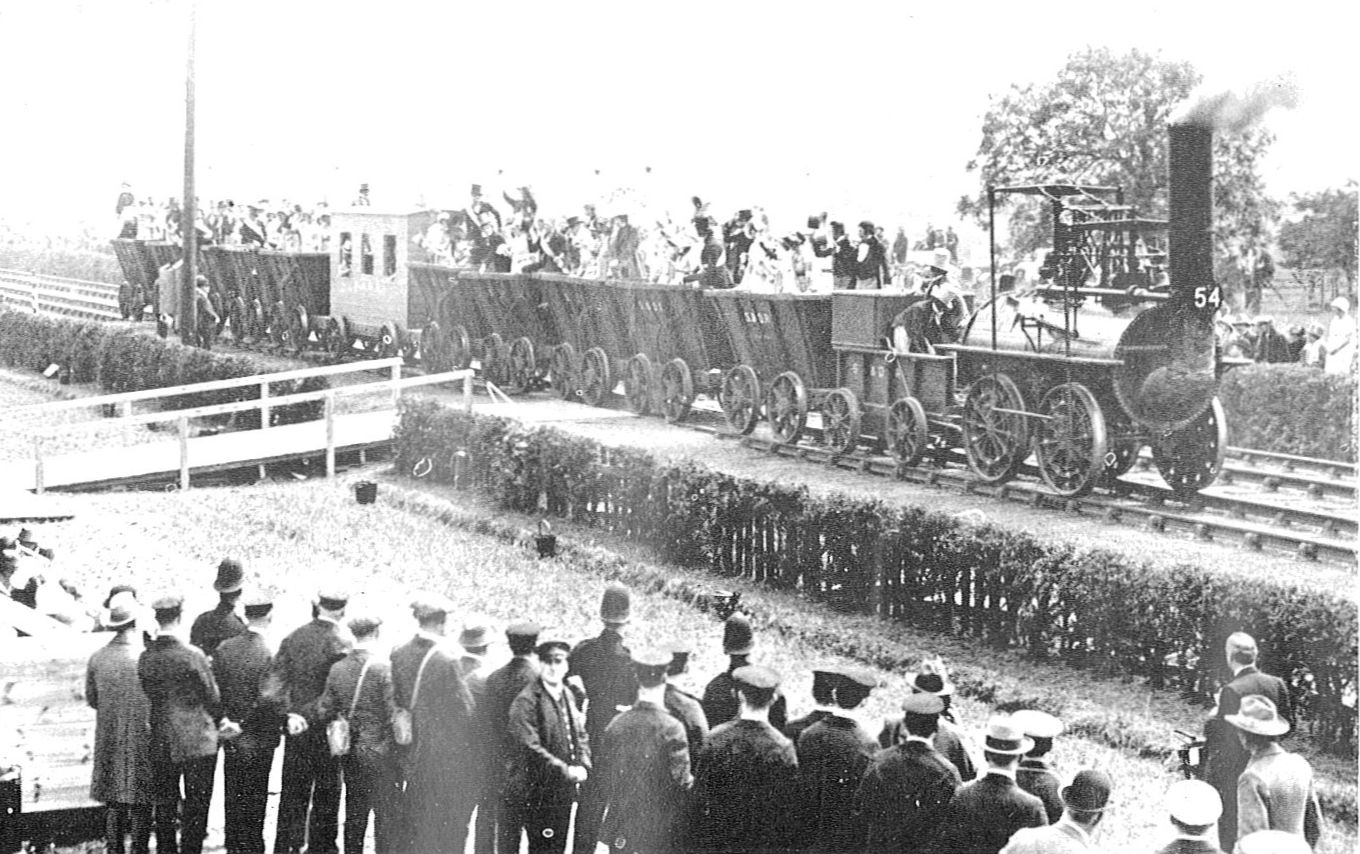
Locomotion № 1 ведёт поезд по Стоктон-Дарлингтонской железной дороге (празднование 100-летия дороги, 1925 год)

Паровоз эксплуатировался всего несколько лет, пока в 1828 году на нём не взорвался котёл, убив при этом машиниста. Паровоз вскоре был восстановлен, однако ещё в период его ремонта появились более совершенные паровозы, в том числе и «Ракета». Всё это сразу сделало вновь вернувшийся к эксплуатации Locomotion сильно устаревшим, и в 1841 году было решено паровоз отстранить от работы и сделать памятником. В 1857 году паровоз был передан на сохранение. В 1875 году на торжестве по поводу 50-летнего юбилея железных дорог «Locomotion» проехал своим ходом, а через год он был представлен на Всемирной выставке в Филадельфии. В 1881 году паровоз представляют в Лондоне, а в следующем году устанавливают в качестве памятника на перроне центрального вокзала Дарлингтона. В 1889 году паровоз посещает ещё одну Всемирную выставку, но на сей раз в Париже. Наконец в 1975 году «Locomotion № 1» занял своё окончательное место в экспозиции Дарлингтонского центрального железнодорожного музея.

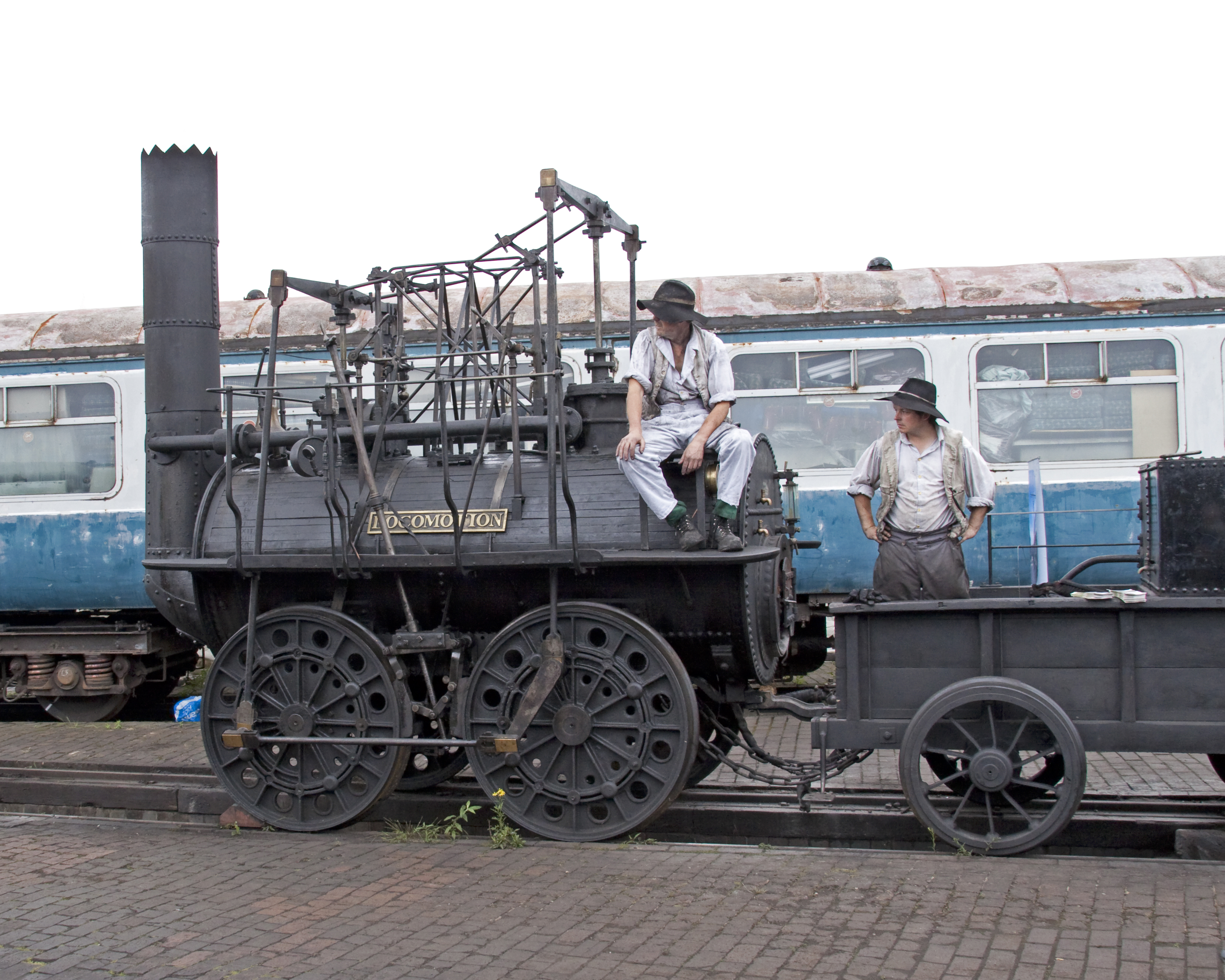
Реплика

Также точная ходовая копия паровоза «Locomotion № 1» находится в Музее деревни Бимиш.